# Campionato di pallacanestro femminile FIAF 1924
Il campionato di pallacanestro femminile della FIAF 1924 è stato il primo organizzato in Italia. È stato vinto dal Club Atletico Torino sull'Unione Sportiva Milanese.

## Antefatto
Il 29 dicembre 1923 viene annunciata l'organizzazione del campionato femminile da parte dell'Unione Sportiva Milanese approvato dalla FIAF. Le iscrizioni sono aperte alle società affiliate alla federazione atletica femminile, che potranno indicare cinque giocatrici e due riserve ciascuna. Viene utilizzato il regolamento della FIB; per la formula, si prevedono delle batterie, le semifinali e le finali. Gli arbitri sono della FIB. Le iscrizioni costano 10 lire (20 lire per le società affiliate) e si chiudono il 6 gennaio 1924.

## Verdetto
- Campione d'Italia:  Club Atletico Torino

Formazione: Andreina Sacco, Marina Zanetti, Migliorina Gatti, Marina Montanara, Ada Regis, Teresa Nardi.